# 푸로레스
푸로레스(일본어: プロレス)는 링에서 주로 관객에게 보여주는 것을 목적으로 하며, 공격과 방어를 기본으로 한 흥행성이 강한 일본의 격투기이다. 푸로레스는 프로레슬링을 일본어식으로 한 것이다.

## 같이 보기
- 일본 무술
- 종합격투기